# Schizostachyum brachycladum
Schizostachyum brachycladum là một loài thực vật có hoa trong họ Hòa thảo. Loài này được (Kurz) Kurz miêu tả khoa học đầu tiên năm 1870.